# Ardonea judaphila
Ardonea judaphila är en fjärilsart som beskrevs av William Schaus 1905. Ardonea judaphila ingår i släktet Ardonea och familjen björnspinnare. Inga underarter finns listade i Catalogue of Life.